# Завод метанолу в Марса-Брезі
Завод метанолу у Марса-Брезі – виробничий майданчик на півночі Лівії. 
В 1977 та 1985 роках на майданчику заводу ввели в дію дві лінії з виробництва  метанолу потужністю по 1000 тонн на добу.
Необхідний для виробництва метанолу природний газ надходить по газотранспортному коридору Нассер – Марса-Брега.
Логістику забезпечує порт Марса-Бреги, який може здійснювати перевалку метанолу.
В 2011-му в Лівії почалась громадянська війна з наступним тривалим періодом політичної нестабільності, що могло призводити до перебоїв в поставках природного газу. Крім того, в березні 2018-го через витік газу на заводі метанолу стався вибух, так що відновити його роботу вдалось не раніше листопада. Наприкінці 2023-го оголосили про введення в дію першої лінії з виробництва метанолу, що до того простоювала кілька років, а навесні 2024-го повідомлялось про запуск другої лінії.
Наразі завод належить державній National Oil Corporation (NOC).